# Kielmeyera rupestris
Kielmeyera rupestris är en tvåhjärtbladig växtart som beskrevs av A.P. Duarte. Kielmeyera rupestris ingår i släktet Kielmeyera och familjen Calophyllaceae. Inga underarter finns listade i Catalogue of Life.